# 2-deidropantolattone reduttasi (A-specifica)
La 2-deidropantolattone reduttasi (A-specifica) è un enzima appartenente alla classe delle ossidoreduttasi, che catalizza la seguente reazione:
(R)-pantolattone + NADP+ ⇄ 2-deidropantolattone + NADPH + H+
L'enzima di lievito differisce da quello di  Escherichia coli, che è specifico per la forma B del NADP+.